# Pseudoparanaspia semiephes
Pseudoparanaspia semiephes là một loài bọ cánh cứng trong họ Cerambycidae.